# Теорема Леви о монотонной сходимости
Теорема о монотонной сходимости (теорема Бе́ппо Ле́ви) — это теорема из теории интегрирования Лебега, имеющая фундаментальное значение для функционального анализа и теории вероятностей, где служит инструментом для доказательства многих положений. Даёт одно из условий при которых можно переходить к пределу под знаком интеграла Лебега, теорема позволяет доказать существование суммируемого предела у некоторых ограниченных функциональных последовательностей.

## Различные формулировки из функционального анализа
Далее {\displaystyle L_{1}(X,\mu )} обозначает пространство интегрируемых функций на пространстве с мерой {\displaystyle (X,\mu )}. Мера не предполагается конечной. Для всех интегралов далее областью интегрирования является всё пространство {\displaystyle X}.
Теорема Леви (о монотонном пределе интегрируемых функций). Пусть {\displaystyle f_{n}\in L_{1}(X,\mu )} — монотонно неубывающая последовательность функций, интегрируемых на {\displaystyle X}, то есть
{\displaystyle f_{n}(x)\leqslant f_{n+1}(x)} для всех {\displaystyle n\in \mathbb {N} } и {\displaystyle x\in X}.
Если их интегралы ограничены в совокупности:
{\displaystyle \int f_{n}(x)d\mu \leqslant K},
Тогда:
1. почти всюду существует конечный предел {\displaystyle \lim \limits _{n\to \infty }f_{n}(x):=f(x)} (то есть функции {\displaystyle f_{n}(x)} сходятся поточечно к некоторой функции {\displaystyle f(x)} почти всюду на {\displaystyle X});
2. предельная функция {\displaystyle f(x)} интегрируема на {\displaystyle X}, то есть {\displaystyle f\in L_{1}(X,\mu )};
3. функции {\displaystyle f_{n}(x)} сходятся к функции {\displaystyle f(x)} в среднем, то есть по норме пространства {\displaystyle L_{1}(X,\mu )};
4. допустим предельный переход под знаком интеграла:

{\displaystyle \int f(x)d\mu =\lim \limits _{n\to \infty }\int f_{n}(x)d\mu }.
Другая форма теоремы Леви относится к почленному интегрированию неотрицательных рядов:
Теорема Леви (о почленном интегрировании неотрицательных рядов). Пусть {\displaystyle \varphi _{n}\in L_{1}(X,\mu )} — неотрицательные функции, интегрируемые на {\displaystyle X}. Если ограничены в совокупности интегралы от частичных сумм ряда
{\displaystyle \int \sum _{k=1}^{n}\varphi _{k}(x)d\mu \leqslant C},
тогда
1. ряд {\displaystyle \sum _{k=1}^{\infty }\varphi _{k}(x)} сходится почти всюду к конечному значению;
2. сумма ряда {\displaystyle \sum _{k=1}^{\infty }\varphi _{k}(x)} является интегрируемой функцией;
3. последовательность частичных сумм ряда сходится к его сумме по норме пространства {\displaystyle L_{1}(X,\mu )};
4. допустимо почленное интегрирование функционального ряда:

{\displaystyle \int \sum _{k=1}^{\infty }\varphi _{k}(x)d\mu =\sum _{k=1}^{\infty }\int \varphi _{k}(x)d\mu }.
Первая и вторая форма теоремы переходят одна в другую при замене {\displaystyle f_{n}(x)=\sum _{k=1}^{n}\varphi _{k}(x)}, или {\displaystyle \varphi _{n}(x)=f_{n}(x)-f_{n-1}(x)}. Однако вторая форма допускает следующее расширение на интегрирование функциональных рядов, не обязательно знакопостоянных:
Теорема Леви (о почленном интегрировании функциональных рядов). Пусть {\displaystyle \varphi _{n}\in L_{1}(X,\mu )} — функции, интегрируемые на {\displaystyle X}. Если сходится ряд 
{\displaystyle \sum _{k=1}^{\infty }\int |\varphi _{k}(x)|d\mu <\infty },
тогда
1. ряд {\displaystyle \sum _{k=1}^{\infty }\varphi _{k}(x)} абсолютно сходится почти всюду к конечному значению;
2. сумма ряда {\displaystyle \sum _{k=1}^{\infty }\varphi _{k}(x)} является интегрируемой функцией;
3. последовательность частичных сумм ряда сходится к его сумме по норме пространства {\displaystyle L_{1}(X,\mu )};
4. допустимо почленное интегрирование функционального ряда:

{\displaystyle \int \sum _{k=1}^{\infty }\varphi _{k}(x)d\mu =\sum _{k=1}^{\infty }\int \varphi _{k}(x)d\mu }.
Чтобы получить теорему Леви в этой форме, нужно применить теорему Лебега о мажорированной сходимости, так как частичные суммы ряда допускают интегрируемую мажоранту:
{\displaystyle \left|\sum _{k=1}^{n}\varphi _{k}(x)\right|\leqslant \sum _{k=1}^{\infty }|\varphi _{k}(x)|=\varphi (x)}

## Формулировка из теории вероятностей
Так как математическое ожидание случайной величины определяется как её интеграл Лебега по пространству элементарных исходов {\displaystyle \Omega }, вышеприведенная теорема переносится и в теорию вероятностей. Пусть {\displaystyle \{X_{n}\}_{n=1}^{\infty }} — монотонная последовательность неотрицательных п.н. интегрируемых случайных величин. Тогда
{\displaystyle \mathbb {E} \left[\lim \limits _{n\to \infty }X_{n}\right]=\lim \limits _{n\to \infty }\mathbb {E} X_{n}}.